# 植田英樹
植田 英樹（うえた ひでき、1969年12月8日 - ）は、山陰で活動しているローカルタレント、雑誌編集者。鳥取県鳥取市出身。血液型はA型。

## 来歴・人物
法政大学法学部政治学科を卒業後、「タウン情報おかやま」「宝島」「タウン情報ラズダ」の編集などに携わる。宝島社時代の1999年にTVチャンピオンで東京B級グルメ王に輝いたことがある。
2001年、鳥取市の観光プロデューサーに就任し、4年間活動。特産の白いかを使った「いか丼」などを企画する。その後鳥取情報文化研究所をひとりで設立した。現在は「鳥取とうふちくわ総研」所長。2006年からはBSSラジオのパーソナリティーとしても活動。2007年4月に社会派エンタテインメント雑誌「鳥取Show UP!」を創刊した。
愛称は「植ちゃん」。「こんにちくわ」「ありがとうふちくわ」は彼の代名詞。しかし、ウケはいまいち。趣味はスーパーめぐり。
数年前からNHKが深夜に放送するラジオ深夜便のコーナー『日本列島くらしのたより』に出演している。

## 担当番組
- 自由ほんぽーおしゃべり本舗（木曜日）
- ラジオ深夜便『日本列島くらしのたより』（中国地方リポーター）